# Maison délienne
 (juin 2025).
Les maisons de l'île de Délos donnent une image précise de l'habitation privée hellénistique. Les maisons forment la grande majorité des édifices exhumés à Délos dans un bon état de conservation.
La population délienne comptait plus d'un millier de personnes, esclaves et étrangers non compris. Au début de l'époque hellénistique la ville est encore exigüe mais déjà, certains « quartiers » se spécialisent. Après 166, sous la domination athénienne, l'urbanisme s'y développe particulièrement. Les quartiers d'habitation se multiplient en raison d'un subit afflux de commerçants attirés par la franchise du port (privilèges financiers).

## L'Architecture de la maison délienne

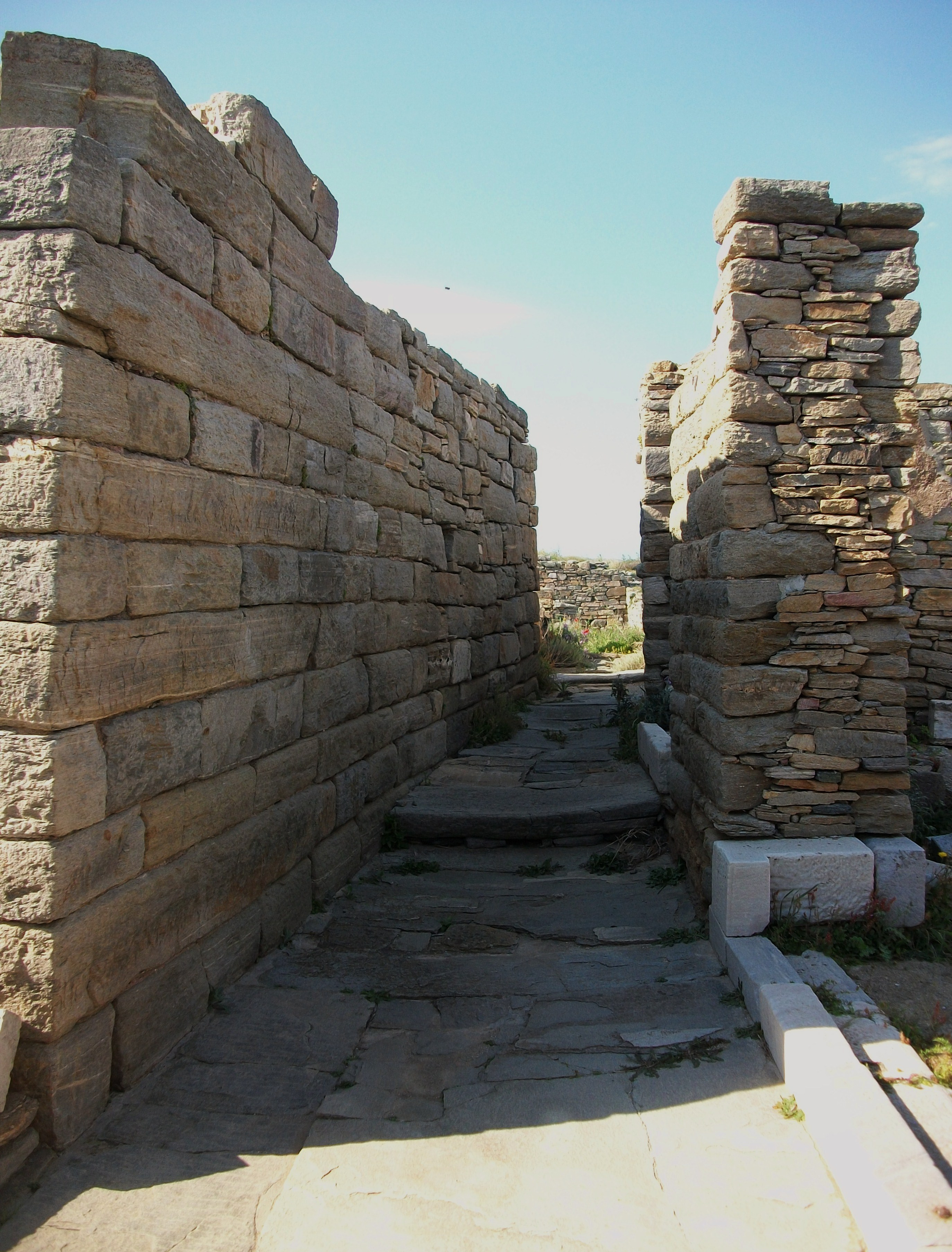
Une rue de Délos dans le quartier du théâtre. On distingue les divers matériaux utilisés conjointement.

L'ensemble urbain délien donne un effet de grande confusion. D'abord, l'emplacement de la ville ne permet pas l'usage du plan hippodaméen, classique et ordonné. De plus, à Délos, il n'existe aucune réglementation municipale imposée, les propriétaires n'ont pas de contraintes. Il n'existe aucun obstacle à l'extension sauf les droits du voisin et les exigences dues au terrain accidenté de l'île.

### Situation urbaine à Délos

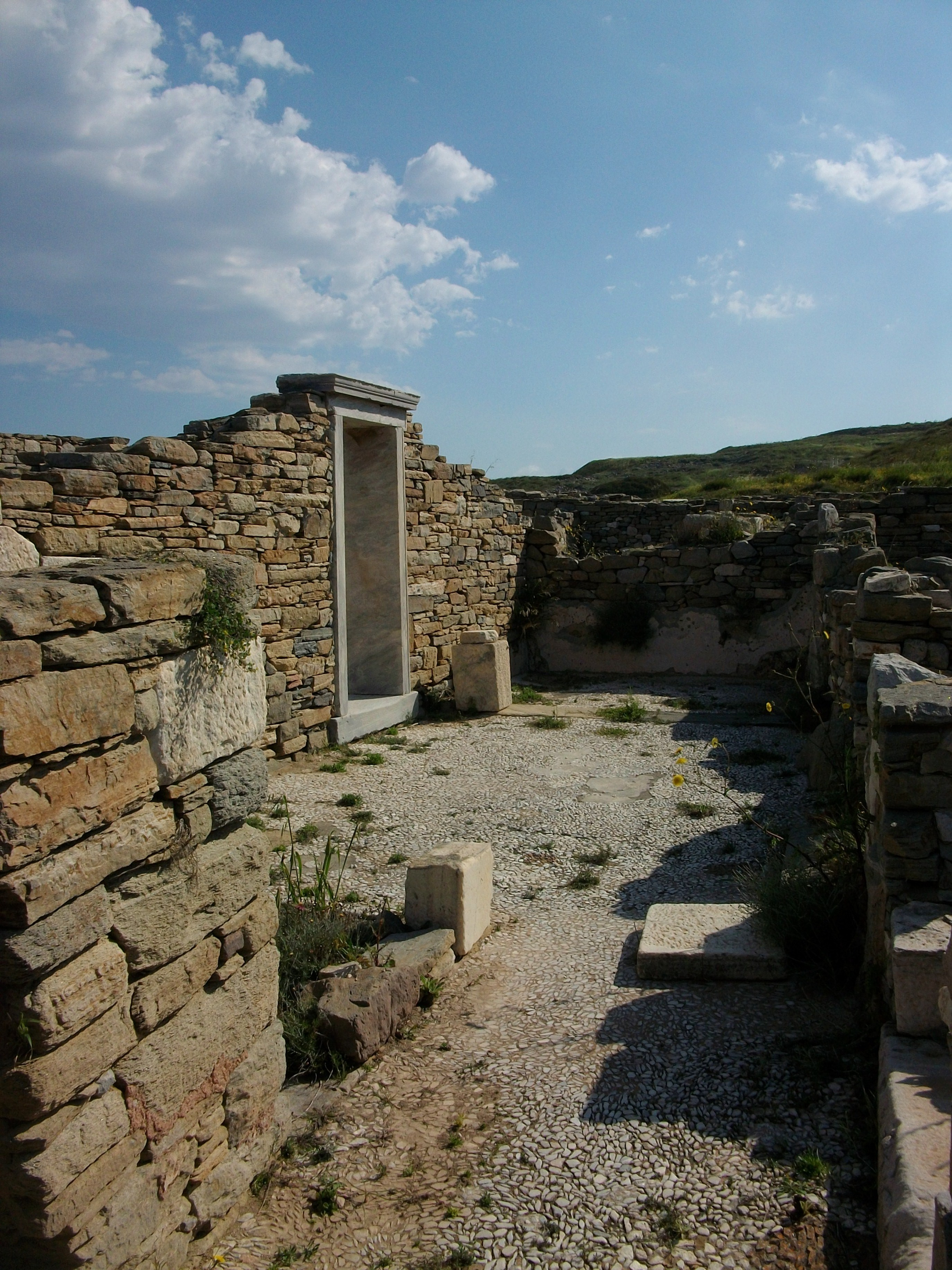
Entrée d'une maison au bout d'une rue en cul-de-sac, façade aveugle percée d'une porte avec encadrement en marbre.

Il existe beaucoup de maisons luxueuses aux vastes proportions comme la maison du trident mais aussi de nombreuses maisons simples, beaucoup de variations et de transformations. Les insulæ ne correspondent en rien à celles des autres villes, les formes et les superficies présentant, à Délos, des variantes considérables. Ces irrégularités sont souvent surprenantes, sans justification de contraintes parcellaires.
Dans ces îlots, les maisons présentent des contours capricieux où la seule constante est la forme de la cour intérieure, qui doit rester rectangulaire. Le plus souvent, les habitations empiètent les unes sur les autres ou se pénètrent, réduisant parfois des pièces en d'étroits couloirs. Il paraît impossible de trouver une explication à ces imbrications extraordinaires. La plupart des auteurs insistent sur l'extravagance de certains plans. Une des hypothèses avancées par Philippe Bruneau est que les maisons n'étaient pas toujours occupées que par une seule famille.
La différence de superficie des îlots se répercute dans le découpage des surfaces bâties et dans le nombre des maisons par îlot. Ainsi un îlot ou insula peut contenir une maison, quinze maisons ou même vingt-quatre.

### Matériaux de construction
Les maisons de Délos sont construites avec des matériaux locaux qui leur donnent une physionomie propre. On trouve du gneiss (schiste) pour la grande majorité d'entre elles, du granit dans la partie sud de la ville ou du marbre où il s'en trouve un filon. Dans quelques maisons, un socle de moellons supporte un mur de terre crue élevé au moyen d'un coffrage sur une hauteur considérable. Très souvent les Déliens emploient conjointement des matériaux variés, fournis principalement par les carrières de l'île : marbre, granit, pôros. Le pôros est une pierre tendre, plus légère, surtout employée à la construction des étages. En règle générale, les maisons sont bâties avec le matériau dont on dispose sur place. Les bâtisseurs de la maison de l'Inopos par exemple, utilisèrent en abondance des moellons d'amphibolite et de pyroxénite dont le gisement se trouvait à l'endroit même des fondations de la demeure.

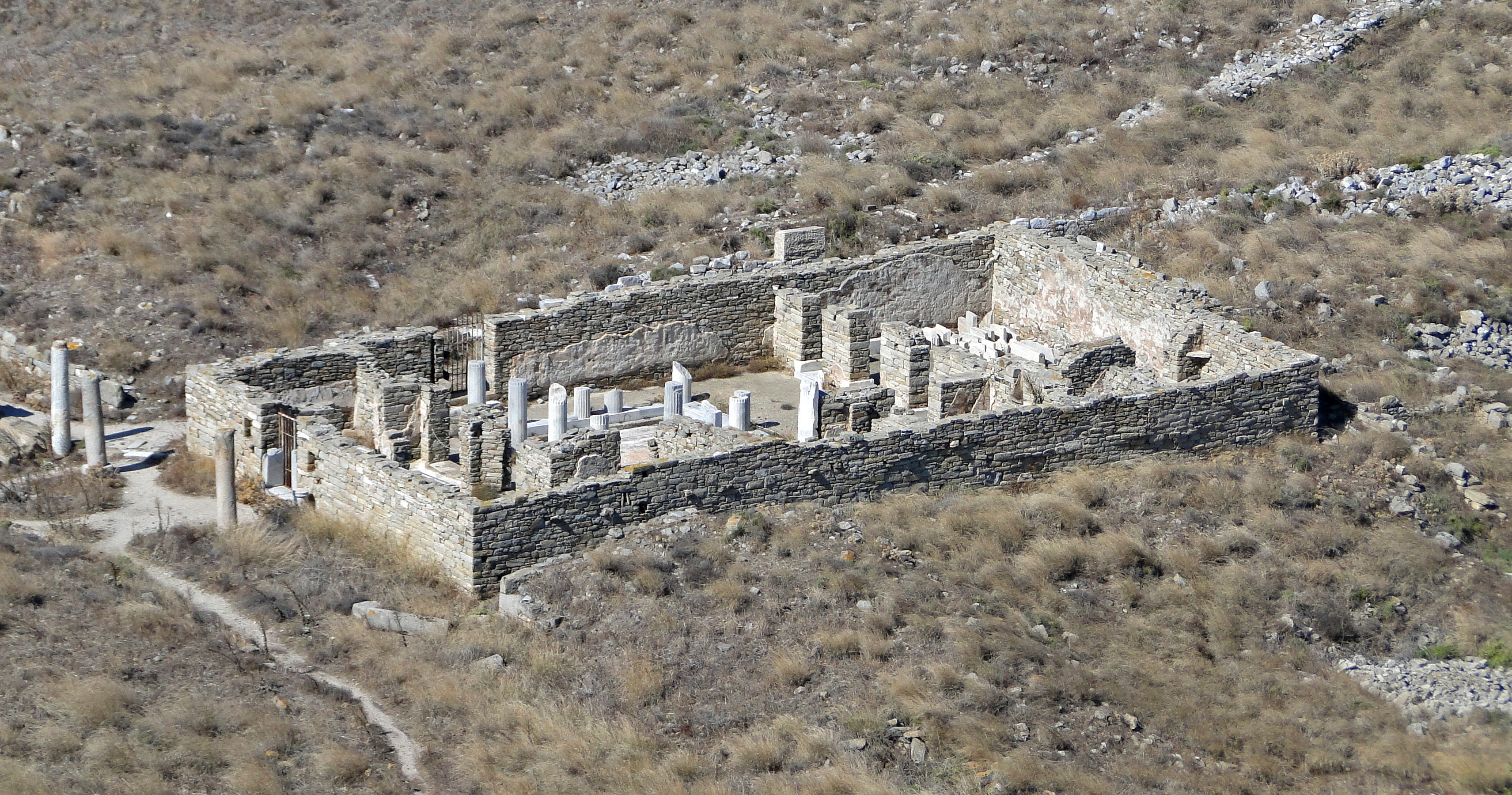
La maison des dauphins. On voit l'entrée et son auvent à colonnes, la cour à péristyle et le reste d'enduit sur les murs.

De l'immense variété des matériaux employés, c'est le gneiss qui domine et qui donne aux murs déliens leur physionomie si particulière. Cette roche, comme les schistes, se délite aisément, surtout à Délos où à la suite de dislocations, les couches de gneiss ont été traversées de diaclases verticales. Pour monter les murs, on assemblait des moellons de toutes formes et de toutes tailles, l'irrégularité de l'appareil étant masquée par un épais revêtement mural en stuc. Ce travail nécessitait trois, voire quatre, couches préparatoires :
- une première couche faite d'un épais mortier de chaux, d'éclats de pierre et de sable. Cette couche était striée d'incisions pour plus d'adhésion de la couche suivante ;
- une deuxième couche de stuc blanc grossier était ensuite appliquée ;
- Pour finir on enduisait le mur d'une troisième couche de stuc particulièrement bien apuré.

### Façades et entrées
- Les façades

La grande variété de la forme des maisons et l'aspect tortueux des rues étroites étaient renforcés par l'irrégularité des façades. Celles-ci ne comportaient aucune caractéristique architecturale, présentant des murs en biais, des décrochements ou des saillies inexplicables.

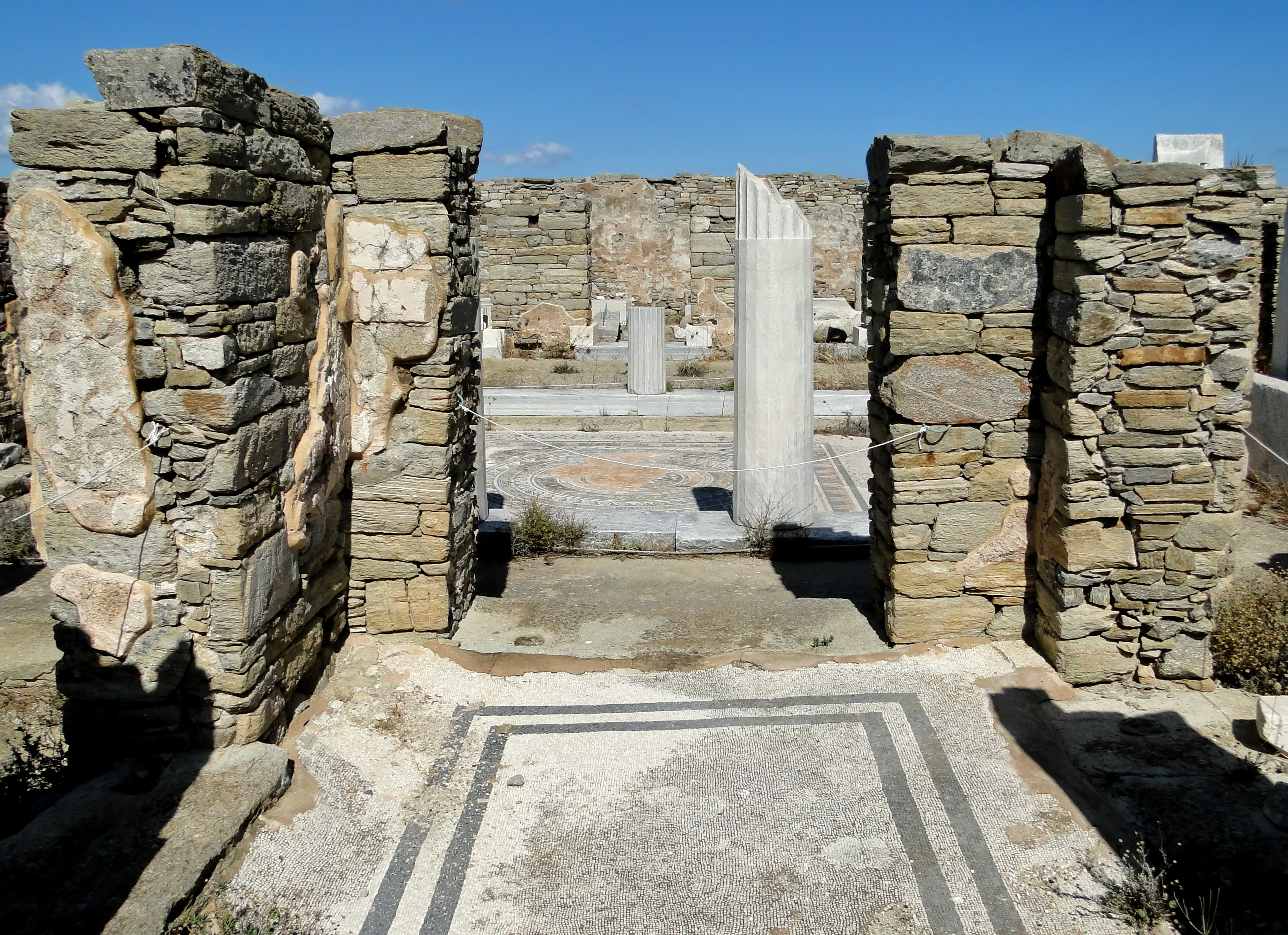
Vestibule de la maison des dauphins avec vue sur la cour.

Les façades, peu « mouvementées », sont uniquement percées de portes au rez-de-chaussée et de quelques fenêtres à l'étage. La maison délienne tourne le dos à la rue, à laquelle elle présente au moins au rez-de-chaussée, des murs aveugles — Philippe Bruneau parle même de « forteresses ». En effet si l'on possède des vestiges de fenêtres d'étages, les fenêtres de rez-de-chaussée sont exceptionnelles. Sur les côtés qui bordaient la rue, les maisons comportaient parfois une rangée de pièces indépendantes s'ouvrant vers l'extérieur. Il s'agissait de locaux commerciaux ou artisanaux, boutiques et échoppes qui se rencontrent surtout le long des artères principales.
- Les portes

Certaines maisons ont deux portes contiguës, une pour l'entrée et l'autre pour un escalier indépendant. Les portes comportaient divers encadrements, soit en gneiss soit en marbre, ornés de moulures plus ou moins chargées avec des linteaux supportés quelquefois par des chapiteaux. Les propriétaires de demeures cossues empruntaient à l'architecture monumentale quelques détails sophistiqués donnant une touche particulière à leurs entrées qui pouvaient être garnies d'auvents soutenus par des colonnes de granit par exemple.
- Les vestibules

L'entrée dans la maison se faisait par un long vestibule qui conduisait directement à la cour. Par cet élément la maison délienne est comparable à celle d'Olynthe (en Grèce). La longueur du vestibule pouvait être très importante si la maison se trouvait à l’intérieur de l'îlot.

### La cour: le centre de la maison

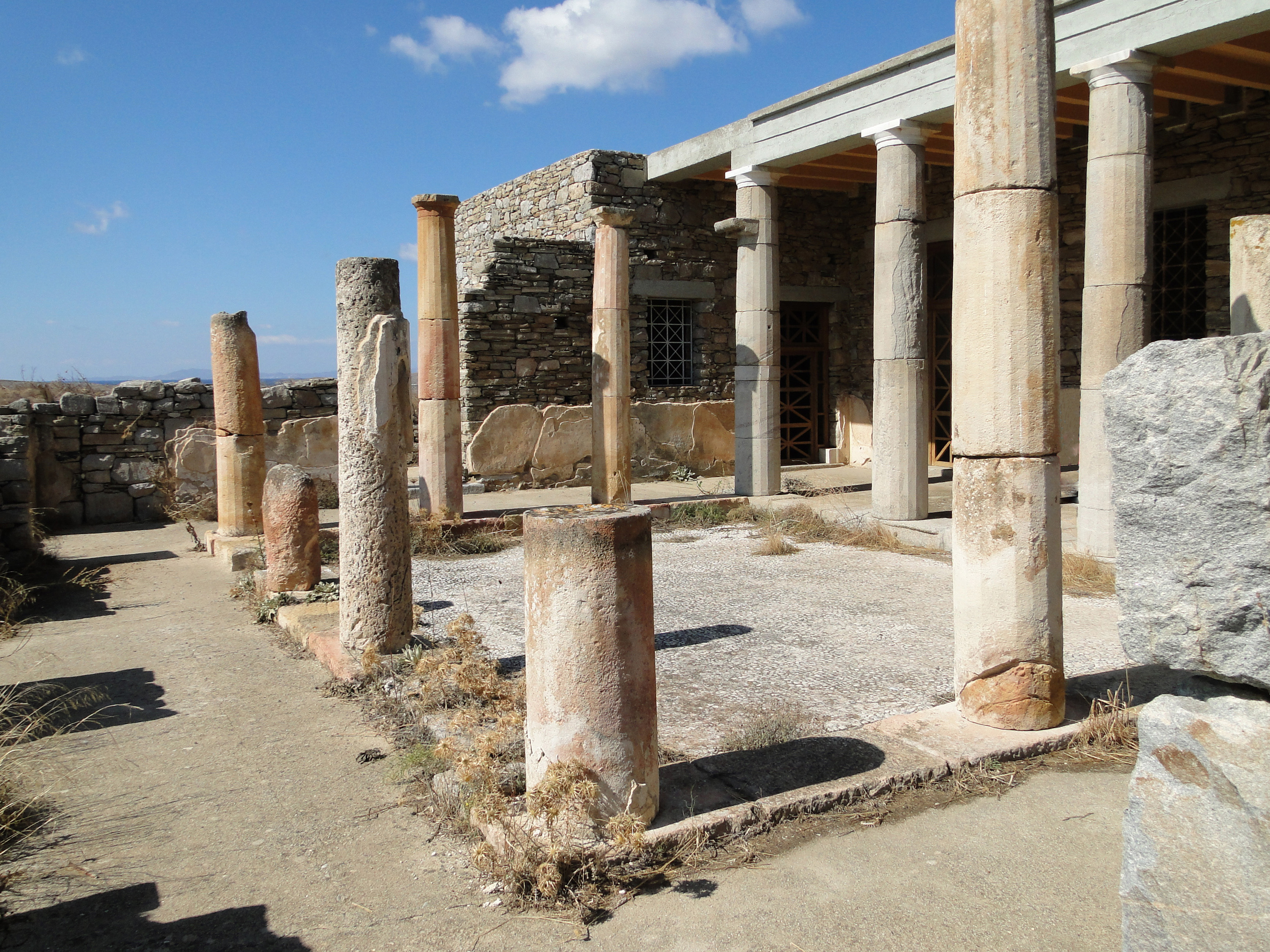
La cour à péristyle de la maison des masques (en partie restaurée).

La cour est le seul élément constant de l'architecture privée délienne. Il s'agit là d'un principe habituel dans la Grèce antique. Le centre de la maison, quels que soient le nombre de pièces et l'importance de l'habitation, est toujours formé d'une cour autour de laquelle sont distribuées les différentes pièces. La cour est et doit rester rectangulaire, même sensiblement et même si à côté, l'architecte se permet de faire des pièces de toutes les formes. Le nombre de pièces dans la maison peut varier de deux à dix-sept. Il pouvait s'agir d'une simple « courette » grossièrement dallée ou d'une somptueuse cour à péristyle de marbre et décor de mosaïque. Les belles demeures occupaient des surfaces considérables autour des cours. La plus importante des maisons déliennes, la maison du diadumène occupait 958 m2 et sa seule cour faisait 266 m2. Dans ces demeures luxueuses, le type du péristyle et le nombre de colonnes sont très variables. Les canons classiques mêmes sont détournés et connaissent à Délos des variantes notables. Par exemple, les colonnes des péristyles étaient d'ordre dorique. À Délos, seule la partie supérieure de la colonne est cannelée, la partie inférieure était taillée en pans coupés. Il arrive également que les colonnades bordant la cour soient juchées sur un parapet.
Les pièces sont groupées sur deux ou trois côtés de la maison sans préoccupation d'orientation, car l'irrégularité des plans ou le manque d'espace ne le permet pas. La « salle de séjour » ou « oikos » et ses annexes sont placées de préférence au nord, avec la façade ouvrant au sud sur la cour ou sur un portique très dégagé. Souvent, il est difficile de préciser l'usage des pièces, seules quelques salles sont très reconnaissables comme l'ocus maior, la plus vaste des salles de réception. On reconnaît aussi des salles à manger, des communs des fourneaux, des cuves et des baignoires, mais aussi des latrines avec leurs caniveaux en équerre disposés le long de deux murs.

### L'eau

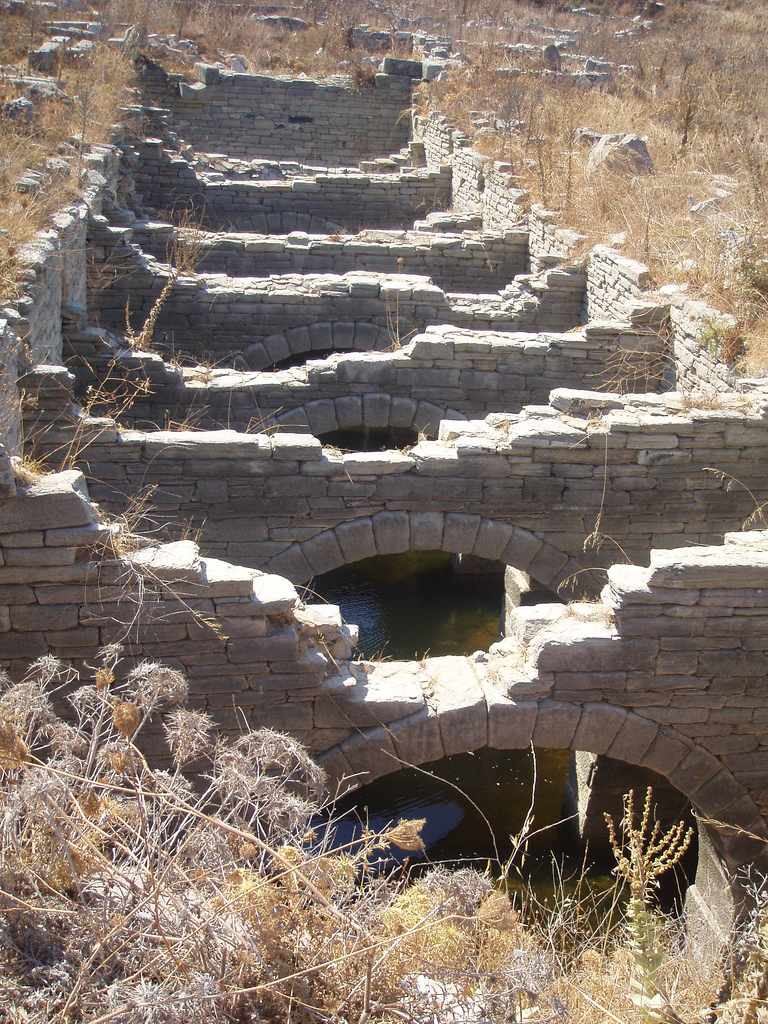
Citerne du théâtre.

Absentes de bien des maisons, les latrines étaient construites le long de deux ou trois côtés d'une petite pièce, presque toujours à l'entrée de la maison. Les eaux usées s'évacuaient par un dispositif collectif, un réseau d'égouts qui aboutissait à la mer, ménagé dans l'axe des rues.
L'alimentation en eau était privative et, à l’exception de la fontaine Minoé, il n'existait pas de fontaine publique à Délos. L'existence d'une nappe phréatique sur l'île rendait l'aménagement de puits très rentable, néanmoins les Déliens lui préféraient l'eau de pluie et construisaient, pour la recueillir, de grandes citernes que la plupart des maisons possédaient. L'eau de pluie ruisselait sur le toit dans un chéneau (sorte de gouttière) puis était dirigée vers le sol par une descente en tuyaux de plomb. La citerne délienne était une vaste cavité presque toujours enduite de ciment perméable de couleur rosée et couverte d'un dallage ou d'une mosaïque supportée par des poutres de pierre, de bois ou par un système d'arcs parallèles. Les citernes plus modestes étaient habituellement couvertes avec de grosses traverses. Ces réservoirs essentiels étaient presque exclusivement situés sous le sol de la cour, en position centrale, c'est-à-dire là où ne s’exerçait aucune pression architecturale susceptible de compromettre la solidité de la couverture. Un orifice de puisage, le plus souvent entouré d'une margelle de marbre, permettait un approvisionnement facile. Pour donner un exemple, la plus profonde citerne de Délos connue à ce jour a une capacité de 270 m3. Les réserves de chaque maison étaient conçues pour pourvoir en eau une dizaine de personnes en prévision d'une éventuelle sécheresse estivale de plusieurs mois.

### Les étages

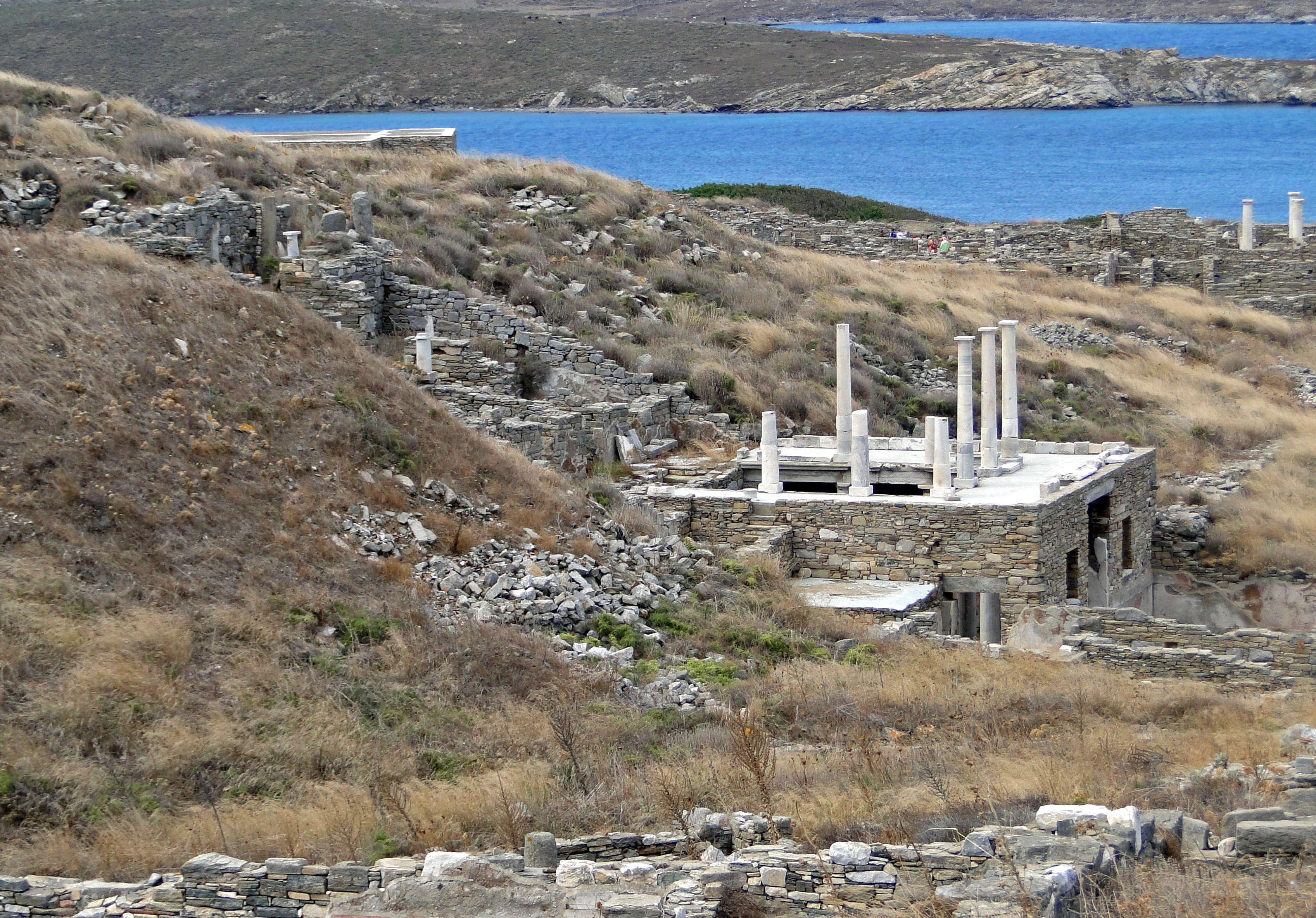
Galerie d'étage de la maison de l'Hermès.

L'existence d'étages dans les maisons déliennes est prouvée par de multiples trouvailles. Les habiles architectes de Délos ont su tirer parti des dénivellations de terrain pour développer les maisons en hauteur. La maison de la colline située sur la pente de la petite colline qui domine la baie est de l'île en est une bonne démonstration. Toutefois à l'étage les proportions se réduisaient, on comptait en moyenne une hauteur sous plafond de 3,50 m.
Les fenêtres étaient de large baies encadrées qui ouvraient sur la rue. Elles constituaient, outre « le puits de lumière » de la cour, le seul moyen d'éclairer les pièces de la maison (Philippe Bruneau note que les fenêtres ne comportaient pas de vitre).
Dans les maisons à péristyle, une galerie d'étage se développait autour du vide de la cour centrale. Quant aux escaliers, tantôt ils étaient entièrement de bois, tantôt les marches inférieures étaient en pierre et le reste en bois, parfois aussi, l'escalier était entièrement en pierre. On a découvert également quelques escaliers extérieurs qui conduisaient directement à l'étage de la rue.

### Le couvrement
La diversité des maisons déliennes se rencontre encore dans la structure des toits. Le couvrement se faisait selon la forme des maisons. La différence de hauteur des habitations laisse supposer que chacune d'entre elles avait sa propre toiture. Il y avait beaucoup de toits en terrasses sans comble, avec une légère pente pour l'eau de pluie. Les terrasses, aisément aménagées, étaient faites de dalles de gneiss reposant sur un solivage rudimentaire et recouverte d'un revêtement imperméable. On a retrouvé également de nombreuses tuiles ce qui laisse supposer l'emploi de toits à versants. En général, il s'agit de tuiles plates à bords relevés et couvre-joints. Pour les bordures on employait des tuiles de type corinthien, tuiles plates à gouttière. De manière générale, les Déliens combinaient ces deux systèmes, notamment pour les raccords compliqués d'un secteur à l'autre ou le toit des boutiques ou des péristyles.
Pour les maisons les plus modestes, le couvrement consistait en une rangée de rondins « lancés » dans le sens de la largeur de la pièce. On y superposait une épaisse couche de branchages ou de nattes de roseaux débordante des murs, puis une couche bien tassée d'argile ou de pisé, le tout finissant de s'amalgamer au fil du temps. Ces matériaux nécessitaient un renouvellement régulier cependant l'étanchéité était médiocre et les infiltrations monnaie courante.

### Originalité architecturale
Les demeures privées du IIe au Ier siècle av. J.-C. forment la grande majorité des édifices exhumés à Délos et constituent une des principales originalités archéologique de l'île. La « maison délienne » n'est pas originale dans sa part d'innovation. En effet il s'agit bien d'une maison de type grec avec sa cour et ses pièces en uniformité avec le monde grec. La divergence tient dans la multiplication des variantes par rapport à ces canons et l'extraordinaire diversité des techniques employées conjointement. L'urbanisme de Délos apparaît comme le domaine de l'invention individuelle affranchie de toute réglementation, à la grande différence des cités grecques « classiques » d'alors, comme Olynthe, bâties sur plan hippodaméen. La ville de Délos combine diversité des plans, diversité des hauteurs des maisons, diversité des couvrements. Les demeures les plus riches voisinaient avec les plus simples. Les quartiers n'étaient ni spécialisés par la fortune ni par l'appartenance ethnique. La maison délienne a ceci de particulier que sa diversité est uniquement soumise au goût et à la volonté du propriétaire.

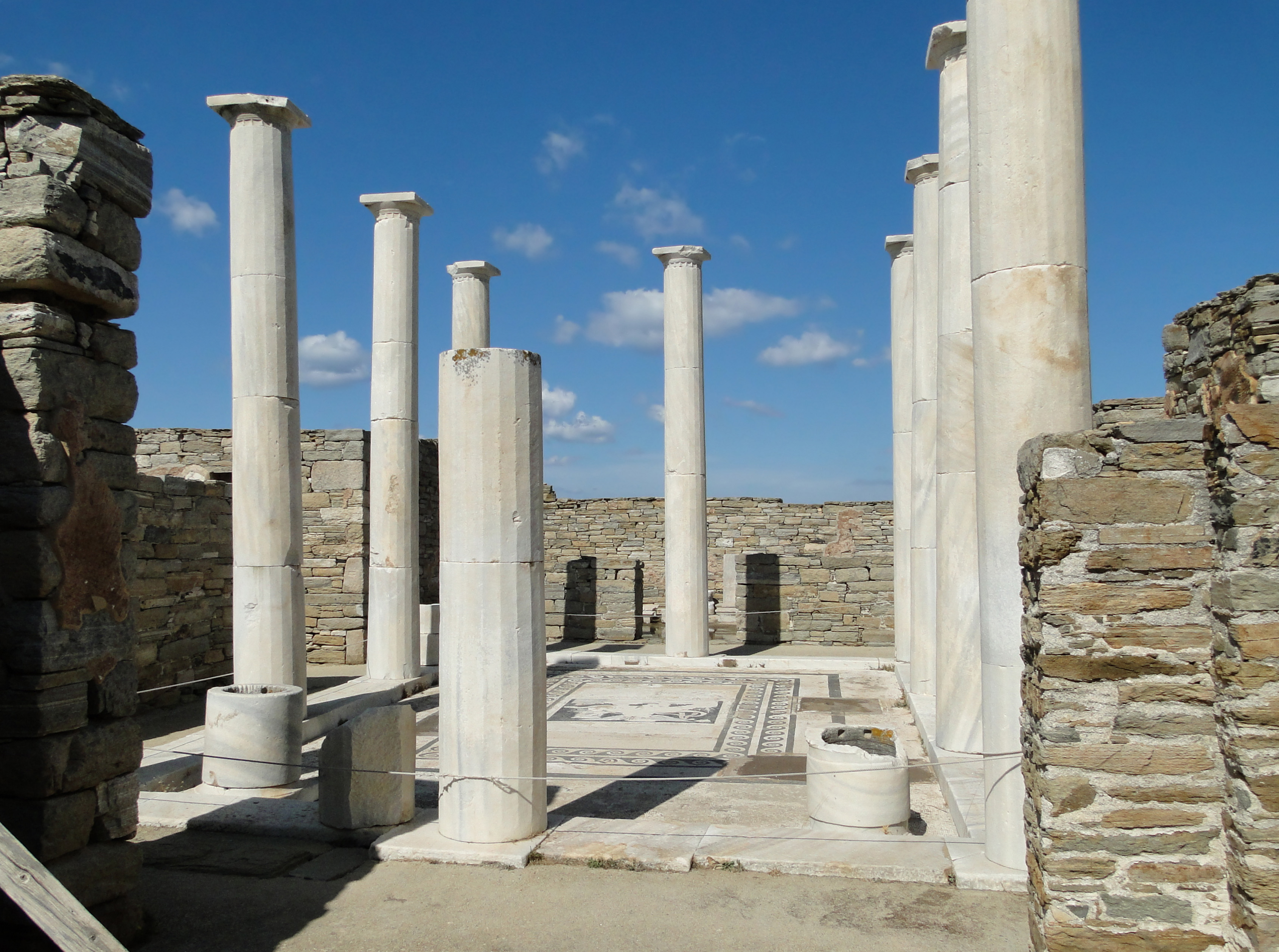
La maison du Dionysos.
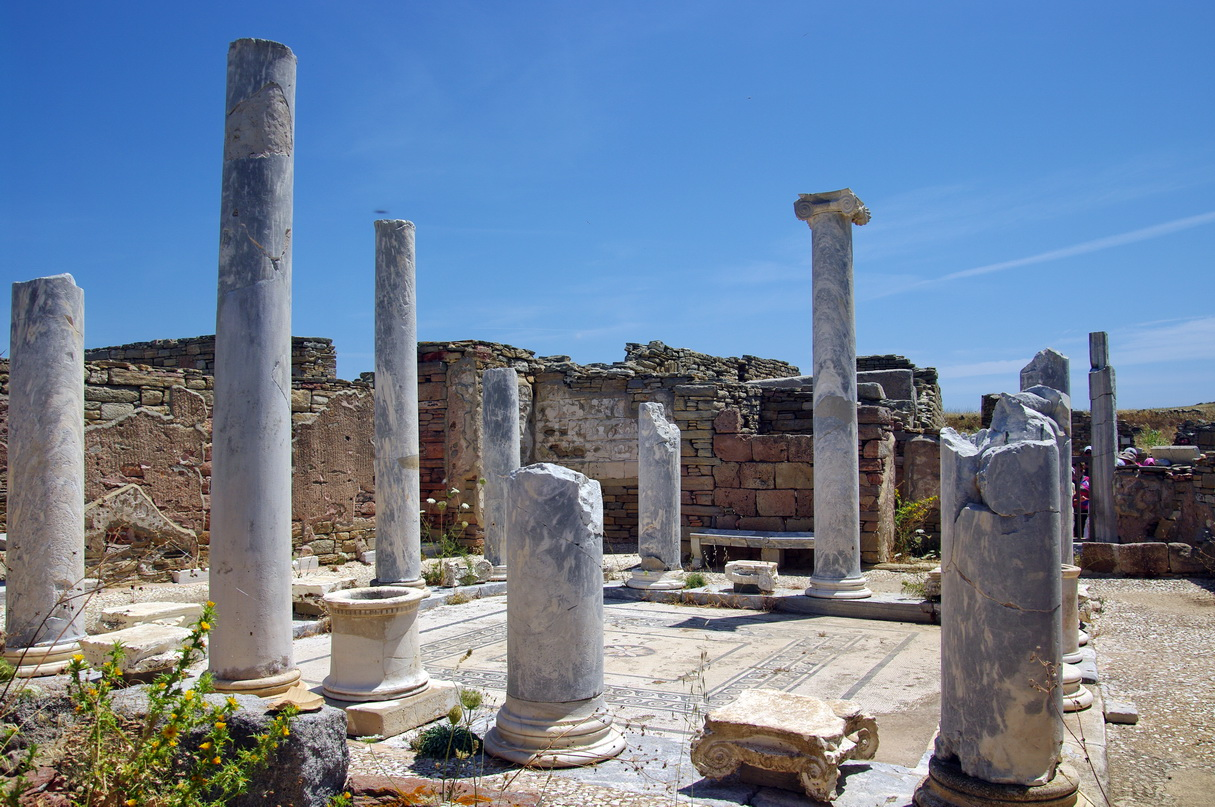
La maison du Lac.
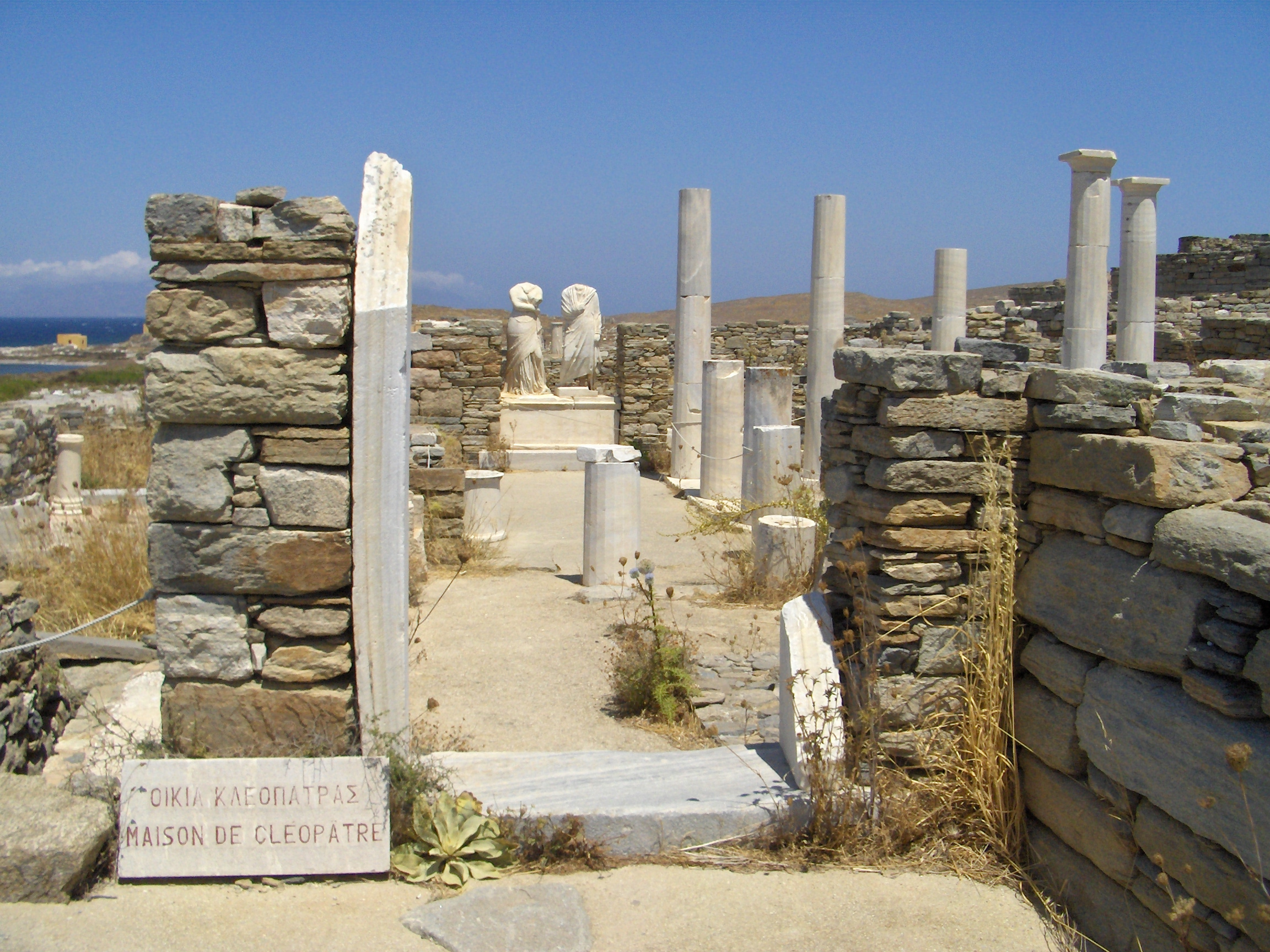
La maison de Cléopâtre.
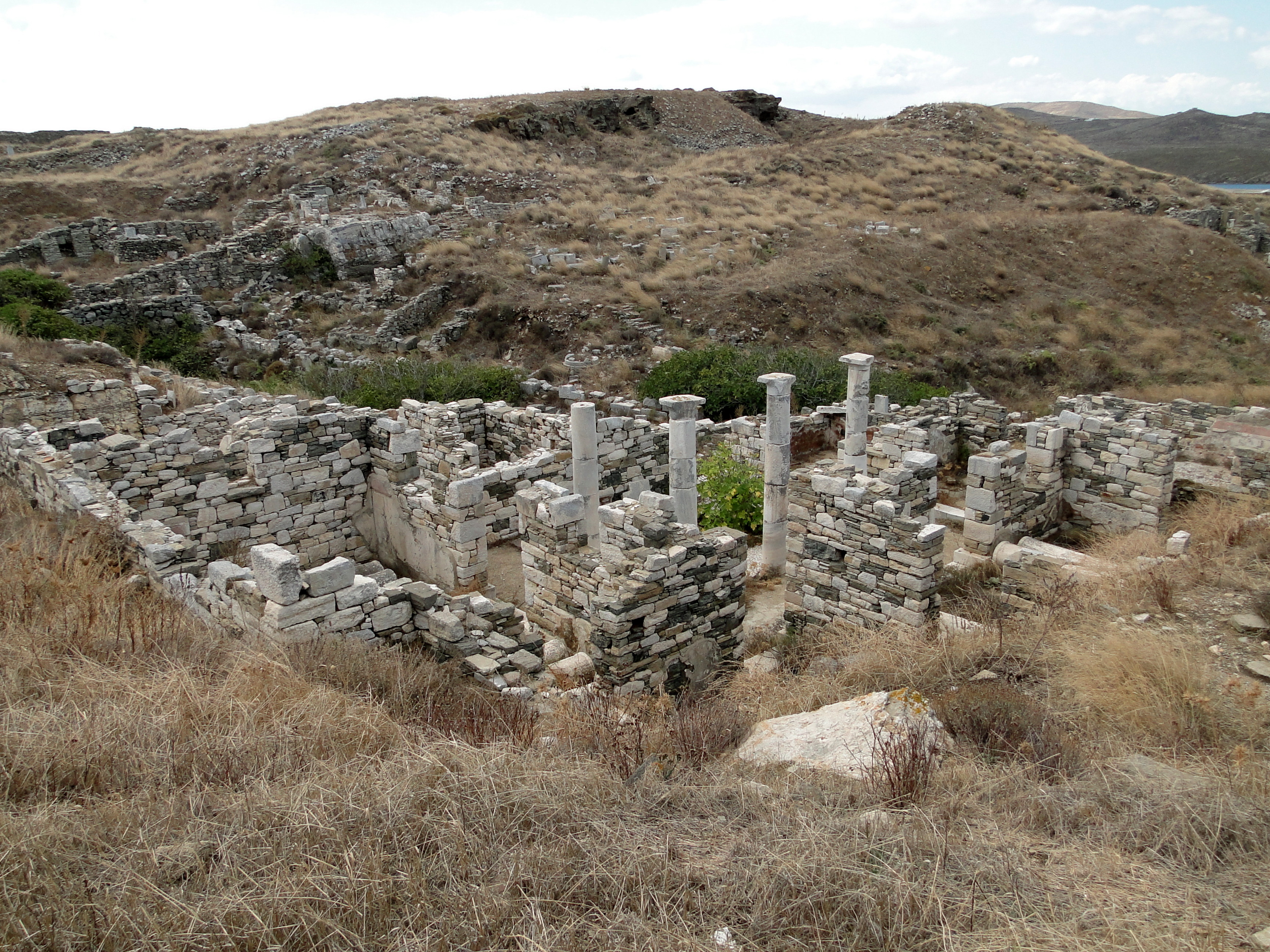
La maison de l'Inopos.
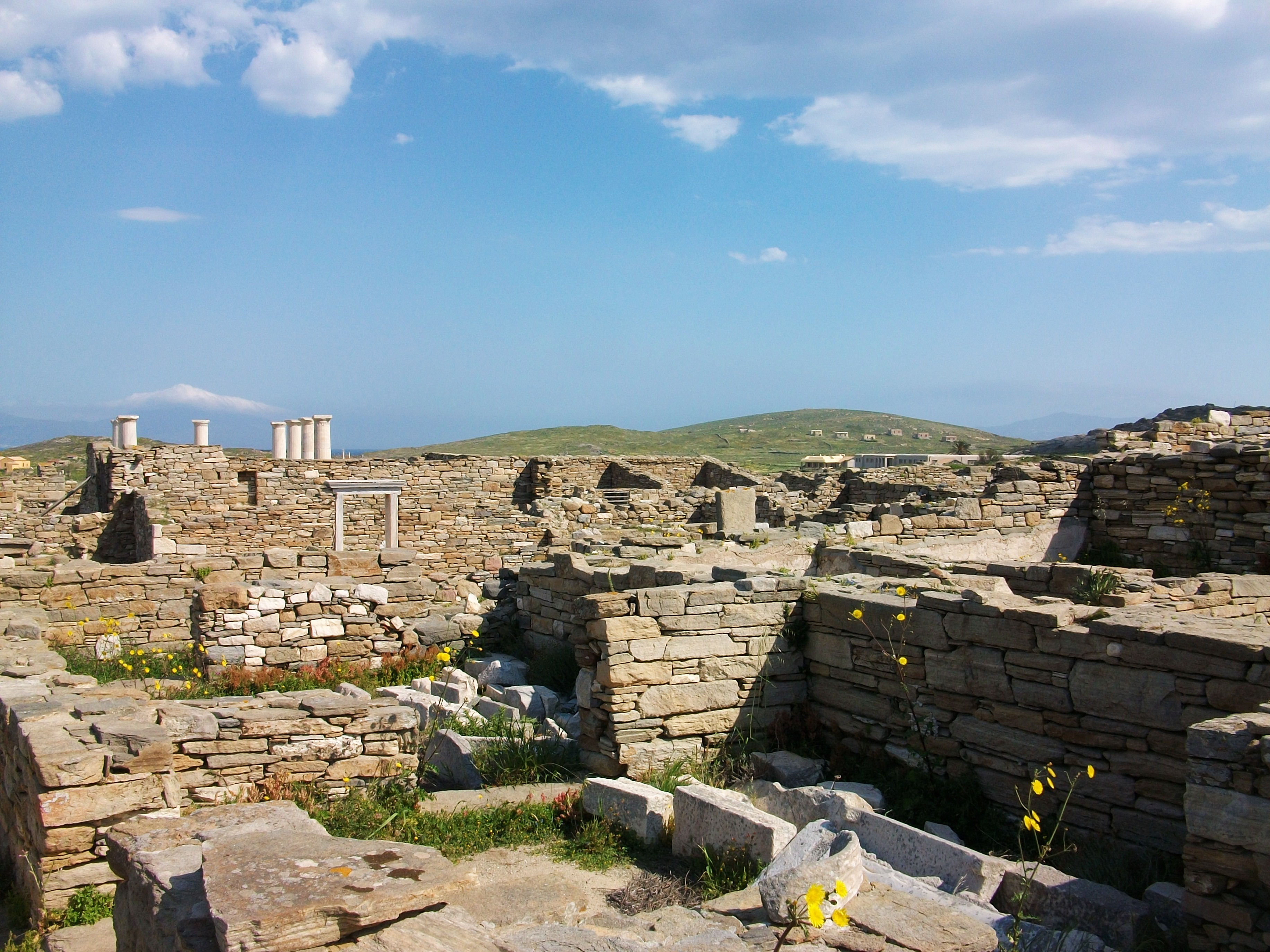
Groupe de petites maisons « modestes ».

## Les décors
L'individualisme grandissant pousse les riches propriétaires à étaler leur prospérité, synonyme de pouvoir. Cela se voit notamment dans les tombes qui se veulent à l'image des demeures. Le décor est un témoin clef de ces manières.

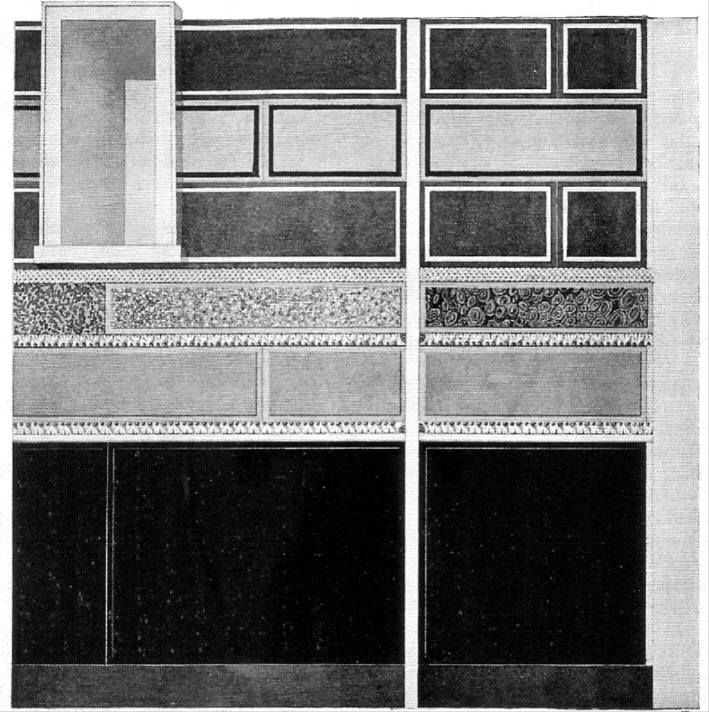
Le revêtement du « mur type délien » et son organisation rigoureuse empruntée à l'architecture.

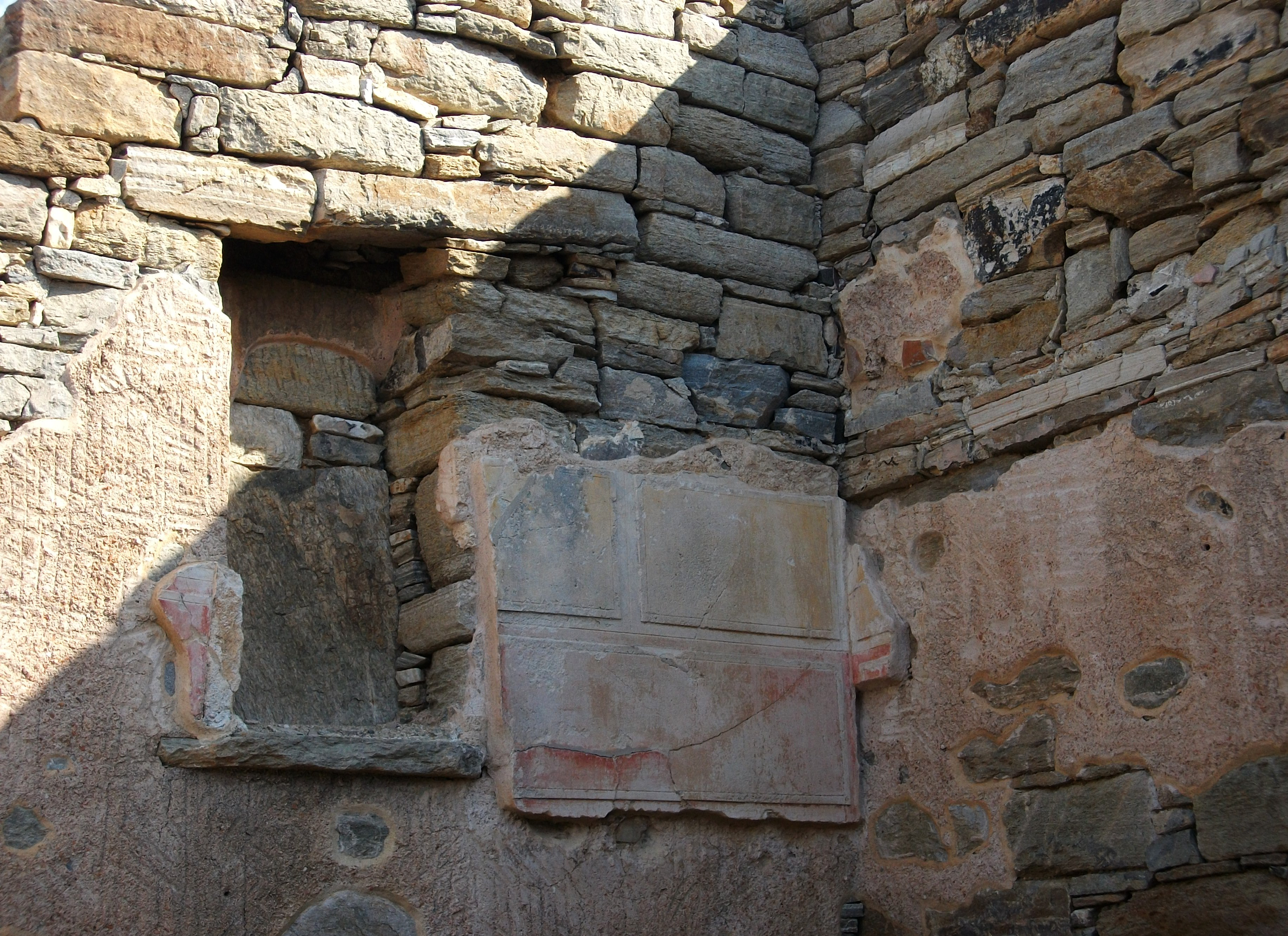
Un « isodome », décor de stuc peint imitant un faux-appareil. La sous-couche de stuc est striée d'incisions pour plus d'adhésion de la couche suivante.

### Revêtement des murs
On enduisait donc le mur d'un revêtement stuqué dont la couche superficielle était très blanche. En général, la surface du mur est divisée par des lignes de refend ou des bossages qui l'organisent en une superposition d'éléments d'apparence architecturale. On peut voir aussi de faux appareils peints, les « isodomes », aux joints largement dégagés par une feuillure (entaille). Si l'on décrivait un « mur-type » il présenterait : un socle, un orthostate, puis une frise à moulures et plusieurs bandeaux, une assise puis une moulure de couronnement. Enfin une grande zone unie peinte en bleu (pour le ciel) jusqu'au plafond. Le décor des salles n'était pas surchargé de colonnes intérieures ou de pilastres fictifs.
Les murs stuqués présentent une polychromie très vive dès le IVe siècle av. J.-C. Les oppositions de couleurs peuvent souligner l'architecture intérieure. Le décor est alors assez strict, lumineux, riche de tons mais soumis à la sévérité des lignes architecturales dont il est encore dépendant. Parfois le décor imite même des motifs de la sculpture tels que les moulures, les oves, les rais de cœur, pour donner un effet « 3D ». Des bandeaux de frise de 30 cm peuvent inclure des scènes avec des personnages. L'habituel décor plat polychrome est fréquemment plus luxueux à l'étage qu'au rez-de-chaussée : Philippe Bruneau explique que si la cour et les salles du rez-chaussée étaient « publiques » (on y recevait les invités), l'étage était réservé aux habitants de la demeure.
Les plafonds sont peints à l'image de tapis tendus. Les plafonds des pièces de prestige sont toujours d'inspiration textile.

### Revêtement des sols

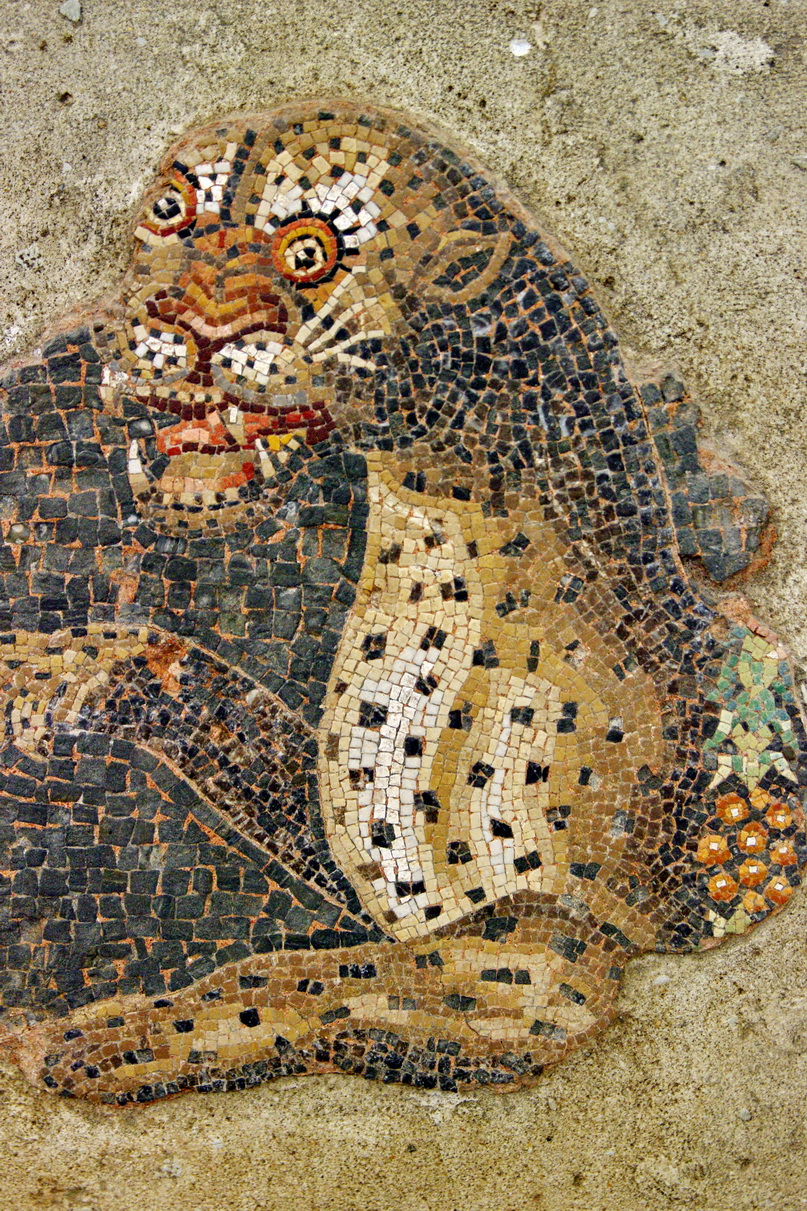
Mosaïque figurative de la maison des masques représentant un animal (léopard ?).

Une autre des particularités de Délos est l'emploi de technique mixte jusque dans la décoration des sols. En effet, dans une même maison peuvent se côtoyer des sols en galets, en tesselles mais aussi en éclats de faïence, des sols d'argile, de lames de plomb, de tessons de céramique ou de verre.

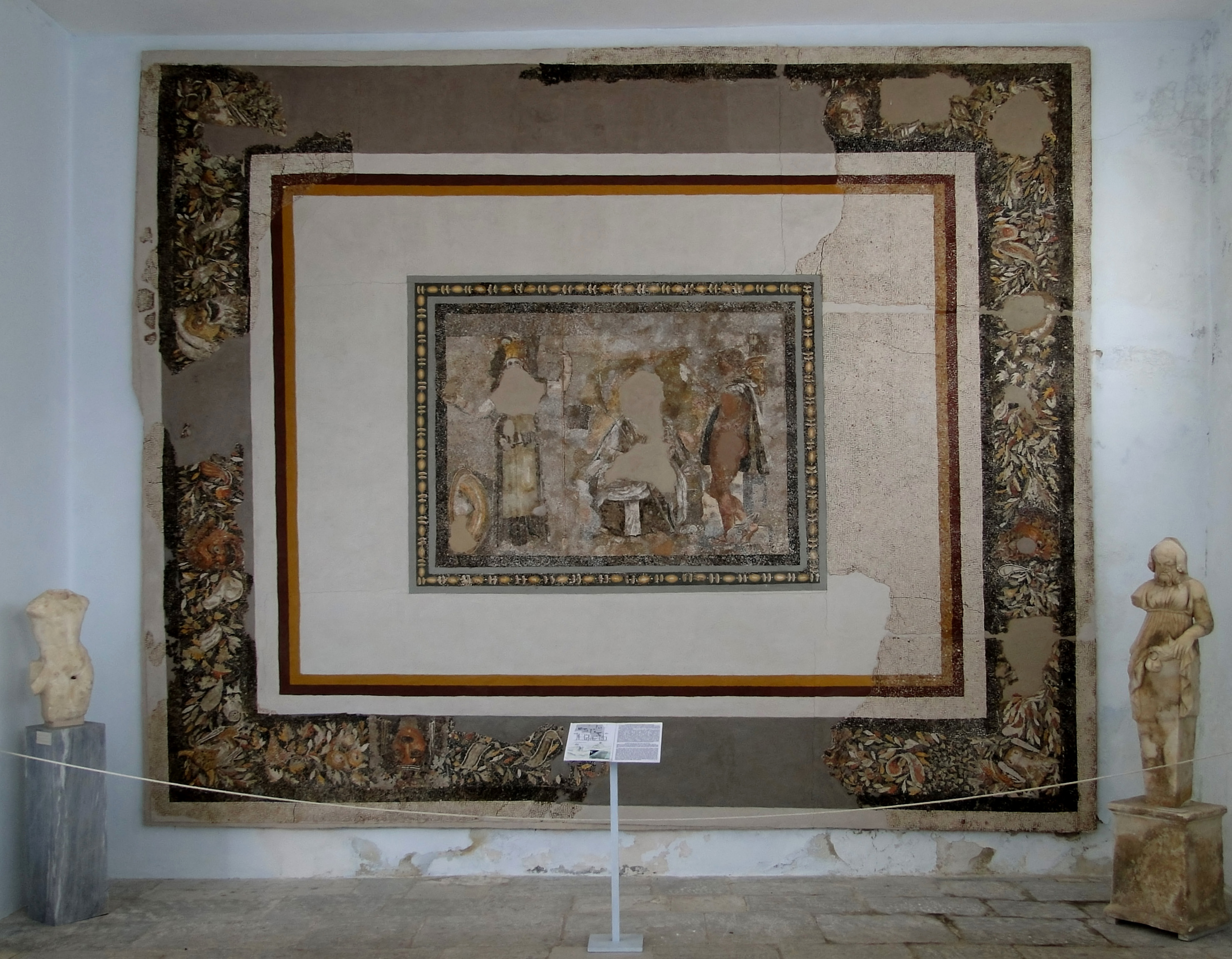
Système décoratif d'un « tapis central » en mosaïque. Maison de l'îlot des bijoux.

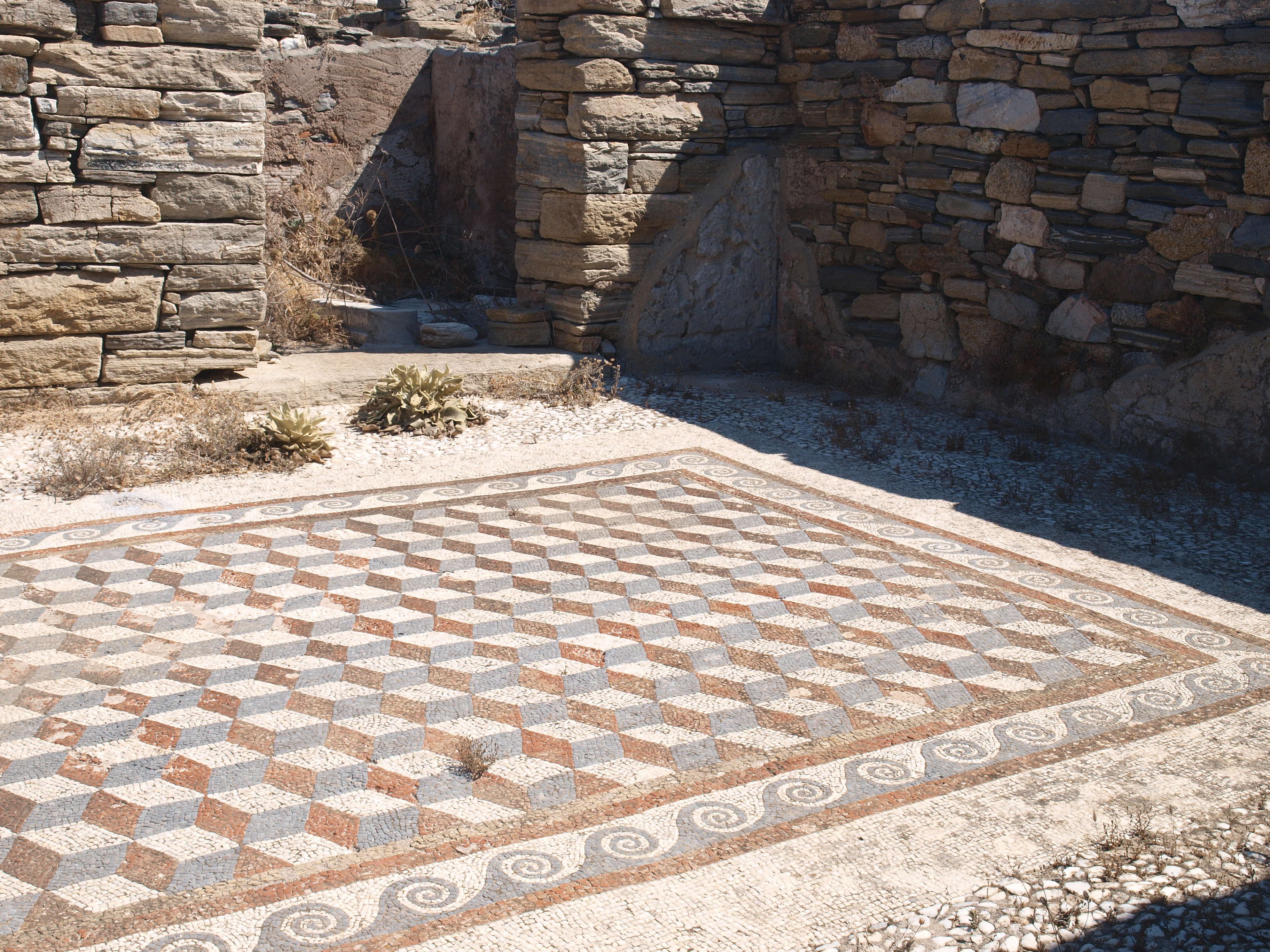
Panneau de mosaïque à décor de vagues et de cubes en trompe-l’œil (« effet 3D »).

La mosaïque était le revêtement de sol majoritairement utilisé dans la Grèce d'alors. Elle avait avant tout une fonction utilitaire car elle permet l'étanchéité du sol. De plus, la forme et la disposition du décor de mosaïque étaient adaptées aux proportions de la salle ou de la cour et visaient à en souligner les contours et la masse. La mosaïque n'est jamais isolée, elle est toujours combinée à d'autres formes de décor.
- Les techniques de réalisation des mosaïques

Des mosaïques de toutes sortes se sont répandues à Délos, dans des proportions supérieures à la moyenne car la population ne manquait pas de ressources. La plupart sont en éclats de marbre ou en tuileau, sans recherche décorative. Les mosaïques plus luxueuses sont exécutées avec la « nouvelle » technique qui a succédé aux mosaïques en galets : l'opus tesselatum.
- Les décors

La mosaïque présentait un système décoratif très défini selon l'emplacement futur de celle-ci. Les mosaïques de seuil par exemple ont un décor de moindre ampleur que le « tapis central » qui est un système décoratif complexe incluant souvent trois éléments : les bandes d'encadrements, le champ central et les panneaux. Le champ central se trouve au milieu du « tapis » de mosaïque, a la même forme que celui-ci et il est délimité par la bande d'encadrement la plus éloignée des bords. Les panneaux sont des petits tableaux situés dans le champ central mais qui ont leurs propres bordures. Le champ peut être « uni » ou à motifs et inclure ou non des panneaux. Il peut également présenter des motifs figurés.
Les bandes d'encadrements présentent soit des motifs géométriques tels que le damier, les postes, les dents de scie à degrés, les méandres, cercles, losanges, tresses, perles et pirouettes ; ou des motifs « naturalistes » tels que des guirlandes associées à des têtes d'animaux. Selon Philippe Bruneau, la fréquence de certains motifs décoratifs ou sujets figurés prouve l'existence d'un répertoire iconographique que l'artisan devait proposer à ses « clients ».
Le champ et les panneaux présentent soit un « décor courant », soit une décoration centrée. Les motifs courants peuvent être indéfiniment répétés, ce sont par exemple des cubes en trompe-l’œil (voir la photographie ci-contre). Les décorations centrées ne sont pas répétitives mais visibles de différents points de vue et présentent généralement des motifs figuratifs en relation avec la pièce dans laquelle la mosaïque se trouve ou en rapport avec orientations religieuses des propriétaires. On y observe des thèmes marins comme à la maison des dauphins (Chamonard parle d'une mosaïque ornée de 4 groupes de dauphins chevauchés par des Éros aux quatre coins d'un tapis central), le gout du théâtre et des jeux comme dans la maison aux masques, des animaux et de nombreux sujets mythologiques telles que la mosaïque de la maison du Dionysos.
La couleur est l'élément fondamental des mosaïques de Délos. La plupart des pavements sont polychromes, à l’exception des mosaïques monochromes, et le tracé des motifs figurés et l'illusion qu'ils donnent souvent de la 3D sont liés au jeu des couleurs. Dans le répertoire géométrique comme dans le figuré, la couleur sert à donner l'illusion du volume.